# Рудолф I фон Щаде
Рудолф I фон Щаде (на немски: Rudolf I von Stade; * 11 век; † 7 декември 1124) от род Удони е граф на Щаде и маркграф на Северната марка.

## Биография
Той е третият син на маркграф Лотар Удо II (1020/1030 – 1082) и съпругата му Ода фон Верл (1050 – 1111), дъщеря на граф Херман III фон Верл († сл. 1055) и Рихенза Швабска († 1083). Най-големият му брат Хайнрих I Дългия (1065 – 1087) е женен за Евпраксия Всеволодовна и последва баща им като маркграф. Близък роднина е на император Хайнрих IV.
Рудолф I е от 1106 до 1114 г., след смъртта на брат му Лотар Удо III (1070 – 1106), опекун на племенника си Хайнрих II († 1128), маркграф на Северната марка.
Той е погребан в катедралата на Магдебург.

## Фамилия
Рудолф I се жени за Рихардис († 1151), графиня от графство Спонхайм, дъщеря на бургграф Херман фон Магденбург. Те имат децата:
- Удо IV († 1130), маркграф на Северната марка (1128 – 1130)
- Рудолф II († 1144), маркграф на Северната марка (1133)
- Хартвиг († 1168), архиепископ на Бремен (1148 – 1168)
- Луитгард († 1152), 1. ∞ Фридрих II от Зомершенбург († 1162), пфалцграф на Саксония (развод 1144 г. заради близко роднинство); 2. ∞ за Ерик III крал на Дания († 1146), и 3. ∞ за граф Херман II от Винценбург († 1152)
- Рихардис († ок. 29 октомври 1154), абатиса на Басум, близка на Хилдегард от Бинген